# Parafia wojskowa bł. Piotra Jerzego Frassati w Lublińcu
Parafia wojskowa błogosławionego Piotra Jerzego Frassati – rzymskokatolicka parafia znajdująca się w Lublińcu. Parafia należy do dekanatu Wojsk Specjalnych Ordynariatu Polowego Wojska Polskiego oraz do dekanatu Lubliniec diecezji gliwickiej. Jej proboszczem jest ks. mjr Przemysław Tur. Erygowana 2 grudnia 1995 r. Mieści się przy ulicy Króla Jana III Sobieskiego 35 na terenie JW 4101.